# Спітамен
Спітамен (давньоперс. Spitamana, дав.-гр. Σπιταμένη, 370 — 328 рр. до н. е.) — согдійський воєначальник, керівник повстання в Согдіані та Бактрії проти Александра Македонського у 329 році до н. е.
Завдяки вмілому керівництву Спітамена і допомозі кочівників повстання створило серйозну загрозу для греків. У 328 році до н. е. був убитий вождями кочівників, які боялися помсти Александра. Але повстання було придушене лише в 327 році до н. е. Донька Спітамена — Апама — дружина Селевка I Нікатора, засновника династії Селевкидів.
На честь Спітамена названий район у Согдійській області Таджикистану